# Schistostegaceae
Schistostegaceae, porodica pravih mahovina smještena nekada u vlastiti red Schistostegales, danas u redu Dicranales. 
Catoptridium smaragdinum Brid., sinonim je za Schistostega pennata.

## Rodovi
1. Catoptridium Brid. = Schistostega
2. Schistostega D. Mohr